# Philipp Peter
Philipp Peter, född den 6 april 1969 i Wien, är en österrikisk racerförare.